# Jean Céa
Jean Céa (ʿAyn Temūshent, 8 febbraio 1932 – Nizza, 9 gennaio 2024) è stato un matematico francese.

## Biografia
Nato da immigrati spagnoli in Algeria, era madrelingua spagnolo e imparò il francese a scuola. Studiò presso l' Ecole Normale d'instituteurs d'Oran e presso l' Ecole Normale Supérieure de Saint-Cloud. Conseguì il dottorato nel 1964 sotto la supervisione di Jacques-Louis Lions, con la tesi Approximation variationnelle des problèmes aux limites. Nella sua tesi dimostrò il lemma di Céa, un importante risultato nella stima dell'errore del metodo degli elementi finiti. Fu professore onorario all'Università Sophia Antipolis di Nizza. Nel 1975 ricevette il Premio Poncelet. Fu membro dell'Academia Europæa.
Morì a Nizza il 9 gennaio 2024 un mese prima di compiere 92 anni.